# Fronteira de possibilidades de produção

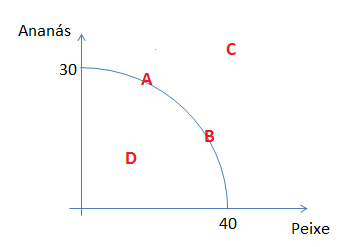
Curva da fronteira de possibilidade de produção ilustrada por peixe nas abscisas e ananás nas ordenadas. O ponto "D" indica capacidade de produção ociosa. A situação em "C" só possui meta alcançável se a a fronteira de produção de deslocar para mais. "A" e "B" indicam a condição de pleno emprego, onde em "A" a produção de ananás é privilegiada a custo de oportunidade da produção de peixes e vice-versa.

Em economia, a fronteira de possibilidades de produção (FPP), também designada por curva de possibilidade de produção (CPP), ilustra graficamente a escassez dos fatores de produção e cria um limite para a capacidade produtiva de uma empresa, país ou sociedade.
Assim na função supõe-se a produção de apenas dois bens, sabendo que os restantes fatores de produção já são dados.
A Função FPP tem a forma de curva e, ao longo desta, é possível estabelecer diferentes pontos máximos de eficiência produtiva e respectivos trade-offs resultantes do aumento/diminuição da produção de um dos bens expostos.
Qualquer ponto no seu interior representa ineficiência produtiva, pois não se produz na máxima eficiência possível, estabelecida pela fronteira. Qualquer ponto no seu exterior é impossível como prova a lógica.

## Teoria
A curva representa todas as possibilidades de produção que podem ser atingidas com os recursos e tecnologias existentes no mundo.
Em economias de mercado, descentralizadas, a escolha sobre as alternativas de produção fica a cargo do mercado. enquanto em economias planificadas, centralizadas, o deslocamento da CPP é feito conforme decisão de quem a controla.
Devido a limitação de recursos, a produção total, de um país por exemplo, tem um limite máximo, uma produção potencial, que é representada por um ponto sobre a curva.

## Exemplo
Para fins de simplificação, imagine a decisão sobre uma escolha e suas possíveis soluções num empreendimento de plantio:
Um sítio com um tamanho fixo, uma base de instalações, insumos agrícolas e um número fixo de trabalhadores.
Como a análise concomitante de tais problemas é bastante complicada, vamos supor que, nesse sítio, os ruralistas estão concentrados em produzir dois tipos de bens: feijão guandu e milho.
Se o ruralista utilizar toda a terra para cultivar milho, não haverá área disponível para o plantio de guandu. Por outro lado, se ele quiser se dedicar somente à cultura de guandu, utilizando-se de todo o sítio para este fim, não poderá plantar milho.
Existirão, é claro, alternativas intermediárias, como a utilização de parte das terras para o plantio de guandu, ficando a fração restante para a cultura de milho. As várias possibilidades de produção podem ser ilustradas através de um exemplo numérico.
```
Possibilidades  Guandu (kg)   Milho (kg)
A                0            8000
B               1500          7000
C               2500          6000
D               3500          5500
E               4500          3500
F               5500          0
```

Vamos, a seguir, representar graficamente a escala de possibilidades de produção entre milho e soja. Para tanto, utilizaremos um sistema de eixos cartesianos. O eixo das ordenadas (vertical) representará a quantidade de milho que a fazenda pode produzir.
No eixo das abscissas (horizontal) representaremos a quantidade de soja que pode ser obtida.
“Curva de Possibilidades de Produção” (ou Fronteira de Possibilidades de Produção) nos mostra todas as combinações possíveis entre milho e soja que podem ser estabelecidas, quando todos os recursos disponíveis estão sendo utilizados (significando estar havendo pleno emprego de recursos).

## Eficiência produtiva
Teremos a eficiência produtiva somente se estivermos situados sobre a fronteira (ao longo da linha AF), onde aumentos na produção de soja deverão vir, necessariamente, acompanhados de diminuições na produção de milho.
Custo de Oportunidade: acabamos de verificar que se a fazenda estiver usando eficientemente seus recursos (o que indica uma situação de pleno emprego) um aumento na produção de soja somente ocorrerá mediante uma diminuição na produção de milho. Assim, o custo de um produto poderá ser expresso em termos da quantidade sacrificada do outro.